# Sergej Aleksandrovič Lobovikov
Sergej Aleksandrovič Lobovikov (Belaja, 19 giugno 1870 – Leningrado, 27 novembre 1941) è stato un fotografo russo, che definiva sé stesso “fotografo di contadini”.

## Biografia
Figlio di un sagrestano, rimase orfano di entrambi i genitori nel 1884, dopo aver frequentato prima la scuola rurale di Belaja e poi una scuola religiosa. L'anno seguente entrò come lavorante, senza paga, presso il laboratorio fotografico di Pëtr Tichonov, nella cui famiglia avrebbe trascorso i successivi cinque anni e da cui apprese i rudimenti del mestiere.
L'amico fotografo Andrej Osipovič Karelin gli consigliò di non seguire altri corsi per non lasciare che venisse influenzato il proprio stile. Nel 1894 Lobovikov, dopo aver affittato una piccola stanza e l'attrezzatura fotografica, aprì lo studio fotografico "Fotografia, zincografia e tipografia di Lobovikov" a Vjatka, principalmente come ritrattista.
Nel 1900 Lobovikov prese parte all’Esposizione Mondiale di Parigi con opere sul tema Vita e lavoro contadino in Russia, ricevendo la prima di una lunga serie di onorificenze: una medaglia di bronzo.
Negli anni successivi, dal 1903 al 1913, vinse molti premi e medaglie sia in patria che all'estero, tra cui Nizza, Kiev, Budapest, Dresda, e viaggiò in Germania, Belgio, Francia e Austria.
Intanto, nel 1902, aveva sposato la compaesana ed insegnante Elizaveta Jakimova.
Dal 1908 Sergej Lobovikov fu il presidente della Società fotografica di Vjatka e uno degli organizzatori del Museo d'arte di Vjatka. Dal 1920 al 1934 insegnò ad un corso di fotografia presso l'Istituto pedagogico di Vjatka e lavorò anche al Museo statale di arte e antichità di Vjatka come ricercatore e capo del fondo dei negativi e del gabinetto fotografico.
Nel 1929 partecipò a mostre internazionali a New York, Tokyo e Osaka. Alla fine del 1934, Lobovikov e la sua famiglia si trasferirono a Leningrado, dove fino al 1936 lavorò nel laboratorio fotografico e cinematografico dell'Accademia delle scienze dell'URSS.
Nell'autunno del 1941, Sergei Lobovikov morì durante un bombardamento nazista sulla città di Leningrado. Il figlio Timofej arrivò nella casa distrutta solo nel 1943 riuscendo a salvare la maggior parte delle foto di suo padre. Dopo qualche tempo le consegnò al Museo distrettuale di Kirov, dove dovettero aspettare molto tempo per essere riscoperte e furono esposte solo di rado.
Dopo la sua morte gli sono state dedicate alcune mostre:
- 1970, Kirov, Museo d'arte regionale
- 1995, Kassel, documenta
- 1996, Lingen, Sala espositiva dell'Unione degli artisti
- 1998, Museo Russo
- 1999, Amburgo, Museum für Kunst und Gewerbe

## Stile
Anche se in Occidente questo fotografo non è stato valutato come avrebbe dovuto, nella sua patria è considerato un classico. In particolare, sono da considerare le sue immagini insolite di contadini, cui dedicò molto del suo tempo. Peraltro, le mostre cui prese parte, i premi ed i riconoscimenti che ricevette in vita, testimoniamo la professionalità ed il livello raggiunto da Lobovikov.
Inoltre, si tratta di opere realizzate con tecniche rare, principalmente utilizzando tecniche di stampa offset e ad olio di bromo, che per molto tempo sono state quasi dimenticate al Museo di Kirov, lontano dai circuiti culturali e turistici russi, riscoperti con la mostra al documenta di Kassel.